# Follow Me (canção de Muse)
"Follow Me" é uma canção da banda britânica de rock Muse, que foi lançada no sexto álbum de estúdio do grupo, intitulado The 2nd Law. Ela foi liberada como single deste disco em 10 de dezembro de 2012.

## Composição
"Follow Me" foi notada pelos especialistas como tendo traços de influência do estilo dubstep, assim como no single anterior, "Madness", e na faixa "The 2nd Law: Unsustainable". A canção também possui elementos no seu instrumental dos álbum anteriores da banda, o Black Holes and Revelations e o The Resistance, ambos com toques de música eletrônica, assim como o The 2nd Law. O começo da faixa conta com o som das batidas do coração de Bingham Bellamy, filho do vocalista da banda, Matt Bellamy, gravado no iPhone deste. De acordo com Matt, a canção é sobre "ter um filho e sua relação com isso". Ele mais tarde descreveu a canção como um "hino à paternidade".

## Lançamento
A canção foi lançada originalmente como um single promocional do álbum The 2nd Law, junto com "Panic Station", em 24 de setembro de 2012. Em outubro, depois de muita especulação, foi confirmado que ela seria lançada como single oficial do álbum. Junto com a faixa, foi também liberado uma versão ao vivo da canção gravado durante um show na O2 arena durante a The 2nd Law Tour. Ela também foi oferecida gratuitamente em 31 de outubro de 2012. Muse também lançou um video, contendo a letra da canção, no  seu canal no YouTube, em 1 de novembro de 2012.

## Faixas
| Download digital |             |         |  |
| N.º              | Título      | Duração |  |
| 1.               | "Follow Me" | 3:51    |  |

| Download digital |                                            |         |  |
| N.º              | Título                                     | Duração |  |
| 1.               | "Follow Me"                                | 3:51    |  |
| 2.               | "Follow Me" (Ao vivo da O2 Arena, Londres) | 3:58    |  |

## Recepção da crítica
"Follow Me" recebeu boas críticas dos especialistas e foi bem recebida pelos fãs, em geral. A Digital Spy elogiou a canção em sua resenha sobre o álbum, dizendo que "a adição de um montão de reverberação à canção melhora a mensagem que ela quer passar sobre ganhar forças em momentos de aperto".
O colunista da AllMusic, Gregory Heaney, escreveu sobre as influências da música eletrônica em "Follow Me" na sua resenha sobre o The 2nd Law e falou que "as incursões da banda pelo dubstep e a dance music neste disco parecem mais remixes do que canções originais".

## Paradas musicais
| Paradas (2012)                               | Melhor posição |
| -------------------------------------------- | -------------- |
| Bélgica (Ultratop 50 Flanders)               | 31             |
| Bélgica (Ultratop 40 Valônia)                | 37             |
| Estados Unidos (Billboard Alternative Songs) | 19             |
| França (SNEP)                                | 56             |
| Japão (Japan Hot 100)                        | 37             |

## Lançamento
| País        | Data                   | Formato          | Gravadora    |
| ----------- | ---------------------- | ---------------- | ------------ |
| Mundo       | 31 de outubro de 2012  | Download digital | Warner Music |
| Europa      | 14 de novembro de 2012 | Rádio            | Warner Music |
| Reino Unido | 10 de dezembro de 2012 | Download digital | Warner Music |